# Armando Morales
Armando Morales Sequeira (Granada, Nicaragua, 15 de enero de 1927 - Miami, Estados Unidos, 16 de noviembre de 2011) fue un pintor nicaragüense reconocido en 1959 con el premio Ernest Wolf como el "Mejor Artista Latinoamericano". Morales mostró su obra a nivel internacional en diferentes pinacotecas como la Galería Claude Bernard de París, el Museo de Arte Moderno de México o la Galería Belcher de  San Francisco. En su país es considerado una figura relevante de las artes plásticas. También fue representante de su nación ante la Unesco en los años 1980.

## Carrera artística
Desde su ciudad natal, Morales se mudó a temprana edad con su familia hacia la capital Managua. Fue desde ese tiempo que empezó a mostrar interés por el arte, pues a los 11 años pintaba paisajes imaginarios. Cursó estudios en la Escuela de Artes Plásticas de Managua, iniciando con las enseñanzas de Augusto Fernández, el alemán Rechmitzy y Rodrigo Peñalba, quien lo presentó con su amigo José Gómez-Sicre (1916-1991), un abogado y crítico de arte cubano. A los 19 años fue becado para estudiar en Estados Unidos, viaje que sería aplazado por no contar con los gastos complementarios. 
. A partir de 1959  participó en varias exposiciones internacionales en América y Europa, donde recibió varios premios.
Una vez en Nueva York, Morales fue influido por la tendencia abstracta de artistas americanos y europeos del momento. Hacia 1966, dejó la abstracción para volver a lo figurativo, pintando paisajes tropicales y la figura humana, pero no dejando los elementos contemporáneos (gamas de colores impresionistas, la textura y los fondos misteriosos). Según la revista En Exclusiva  el estilo de Morales era:  

La combinación de lo contemporáneo con elementos de su tierra natal forma su estilo personal, un estilo realmente único y que le pertenece sólo a él. Y es que cuando un conocedor se encuentra frente a uno de sus cuadros sabe a primera vista, indiscutiblemente, que se trata de un Morales.

En 1972 trabajó como profesor de pintura en el Cooper Union de Nueva York, y luego pasó a ser agregado cultural del Consulado de Nicaragua en esta ciudad. Morales vivió y trabajó durante muchos años en esta urbe, realizando innumerables viajes a Europa y Latinoamérica. En 1982 se trasladó a París. El año siguiente (1983), Morales conoció al galerista Claude Bernard (uno de los más reconocidos dentro del mundo artístico), quien luego se convirtió en su principal representante. Con este galerista, Morales tuvo exposiciones individuales en la Galería Claude Bernard de París y en las ferias FIAC y Art Miami. Morales también tuvo exposiciones en los principales museos de Lima, Bogotá, Caracas y Ciudad de México, entre otros. 
De su obra, Morales opinó: 

Aun si mi pintura no tiene los colores brillantes, vistosos que se identifican con la idea que se tiene de lo latinoamericano, es muy latinoamericana en la forma de acercarse a la pintura y a sus temas. El hecho que trabaje mis cuadros en París, Londres o Nicaragua es circunstancial. Siempre son mis bodegones, mis desnudos y mis selvas.

Asimismo, en cuanto a su ambiente de trabajo, aseveró:

Prefiero evitar situaciones de la vida cotidiana, ver televisión o leer los periódicos. Tengo un almacén de imágenes y cuanto más limpio esté de basura, más probable es que las ideas útiles permanezcan allí.

María Dolores G. Torres, catedrática, crítica de artes plásticas y visuales y fotografía, lo describe así: 

Morales, además de pintor excepcional, fue un gran dibujante, acuarelista y grabador, dedicado tiempo completo a su arte, pintando sin tregua hasta el final de sus días. Viendo las tauromaquias de Armando Morales, se me ocurre que la lidia del torero con el toro, se convirtió en la lidia personal del artista con la pintura: una suerte de ritual solo interrumpido por la muerte.

Uno de los comentarios de Gabriel García Márquez en el Prólogo del catálogo de la exposición en la Feria Internacional de Arte Contemporáneo en París de 1992, asevera acerca del artista: 

Armando Morales es capaz de pintar cualquier cosa, cualquier instante, cualquier sentimiento, sin someterlo a la servidumbre de ninguna moda. Es realista de una realidad que sólo él conoce y que lo mismo puede ser del siglo XVI que del siglo XXI: el tema determina el modo.

### Anécdota
El Cocibolca Jockey Club de su ciudad amada, Granada, de la cual pintó barcos, muelles y trenes, fue causante de su reclamo, enojo y dolor, cuando fue destruido el único mural que realizó en su vida: 

No está, lo destruyeron. Granada siempre me ha interesado mucho como tema porque hay una frase que dice: “Aquí fue Granada”. Yo defendía mucho la ciudad en ese tiempo, y Yo decía: “Aquí es Granada”, entonces lo hice sobre estas ideas, y lo destruyeron porque el albañil que estaba haciendo el trabajo le importaba verga (ríe con ironía y protesta) y lo echó abajo. Me da risa porque así son las cosas en Nicaragua. Fui a reclamar a la Alcaldía y a los socios y cayó en la nada y dejé constancia de mi protesta, en dos palabras les dije: “Ustedes son unos imbéciles. Era una cosa que era valiosa y lo perdieron por bruto, por babosos, por brutos”.

## Obras
Entre sus obras destacan: 
- Series
"Guerrilleros muertos" entre 1958 y 1961.
"Tauromaquias" desde 1959.
"Ferryboat" (1964)
"Paisajes" de 1964 y 1965.
"Descendimientos y Puestas en el Sepulcro" (1989)
- Desnudo sentado (1971).
- Dos mujeres, una con miedo (1972-1974)
- Bodegón, ciruela y peras (1981)
- Bañistas en la tarde y coche (1984)
- Adiós a Sandino (1985)
- Las mujeres de Puerto Cabezas (1986)
- Selva (1987)
- Las bañistas (1995), etc.[5]
- La saga de Sandino (1993), que consta de 7 obras litográficas:[9]
Sandino en la Montaña
General Pedrón (Pedro Altamirano)
La última cena del General Sandino
Rendimiento del General Sandino frente al "Hormiguero"
El Asesinato del General Sandino detrás del viejo campo de aviación

## Reconocimientos
- Premio Joaquín Díaz Villar en la II Bienal Hispanoamericana de La Habana (1954).
- Primer premio del Concurso Centroamericano de Pintura con su obra "Árbol-Espanto" en Guatemala (1956).
- Premio Ernest Wolf en la V Bienal de Arte de Sao Paulo (Brasil) como Mejor Artista Latinoamericano (1959).
- Beca de la Fundación "John Simon Guggenheim" Memorial" (1960-1963).
- Beca del Consejo Americano de Educación (ACE - American Council on Education).
- Beca del Instituto de Arte y Diseño Pratt.
- Premio "J. L. Hudson Co." en el Carnegie International de Pittsburgh (1964).
- Premio "Industrial Tandil" en la III Bienal de Córdoba Argentina (1966).
- Orden de la Independencia Cultural Rubén Darío (1982).
- Agregado cultural del Consulado de Nicaragua en Nueva York.
- Embajador alterno de Nicaragua ante la UNESCO en París.